# Lista wysp przedzielonych granicami państwowymi
Poniższa lista przedstawia wyspy przedzielone granicami państwowymi

## Na morzach
| wyspa                                           | akwen                              | powierzchnia (km²) | kraje (procentowy udział powierzchni wyspy) |
| ----------------------------------------------- | ---------------------------------- | ------------------ | --- |
| Nowa Gwinea                                     | Ocean Spokojny                     | 785 753            | Indonezja (53,52%) · Papua-Nowa Gwinea (46,48%) |
| Borneo                                          | Ocean Spokojny                     | 748 168            | Indonezja (73%) · Malezja (26%) · Brunei (1%) |
| Irlandia                                        | Ocean Atlantycki                   | 81 638             | Irlandia (83%) · Wielka Brytania (17%) |
| Haiti                                           | Morze Karaibskie                   | 73 929             | Dominikana (65%) · Haiti (35%) |
| Ziemia Ognista                                  | Ocean Atlantycki/Ocean Spokojny    | 47 992             | Chile (56%) · Argentyna (44%) |
| Timor                                           | Ocean Indyjski/Ocean Spokojny      | 28 418             | Indonezja (53%) · Timor Wschodni (47%) |
| Cypr                                            | Morze Śródziemne                   | 9 234              | De iure Cypr (97%) · Wielka Brytania (Akrotiri i Dhekelia) (3%) · De facto · Cypr (60%) · Cypr Północny (35%) · Wielka Brytania (Akrotiri i Dhekelia) (3%) · Zielona linia (3%) |
| Sebatik                                         | Morze Celebes                      | 452,2              | Indonezja, Borneo Wschodnie · Malezja, Sabah |
| Uznam                                           | Morze Bałtyckie                    | 445                | Niemcy (79%) Meklemburgia-Pomorze Przednie · Polska (21%) województwo zachodniopomorskie                                                                                        |
| Saint Martin                                    | Morze Karaibskie                   | 91,9               | Francja (61%) Saint-Martin Holandia (39%) Sint Maarten |
| Hans                                            | Ocean Atlantycki (cieśnina Naresa) | 1,3                | Dania (60%) Grenlandia Kanada (40%) |
| Kataja                                          | Morze Bałtyckie                    | 0,71               | Finlandia Szwecja |
| grobla komunikacyjna nr 4 na Grobli Króla Fahda | Zatoka Bahrajnu (Morze Arabskie)   | 0,66               | Arabia Saudyjska Bahrajn |
| Märket                                          | Morze Bałtyckie                    | 0,03               | Finlandia (50%) Wyspy Alandzkie Szwecja (50%) Uppsala i Sztokholm |
| Koiluoto                                        | Morze Bałtyckie                    | <0,03              | Finlandia (>50%) Rosja (<50%) |

## Na jeziorach
- Norwegia /  Szwecja /  Finlandia
  - Treriksröset – słup graniczny o powierzchni około 14 m², umiejscowiony na trójstyku granic, około 10 metrów od brzegu jeziora Goldajärvi/Koltajauri, uznawany za niewielką sztuczną wyspę[7]
- Stany Zjednoczone /  Kanada
  - Île de la Province na jeziorze Memphrémagog, pomiędzy prowincją Quebec (91%) i stanem Vermont (9%)[8]
  - dwie wyspy na jeziorze Boundary Lake, pomiędzy Dakotą Północną i Manitobą.
- Norwegia /  Rosja
  - Store Grenenholmen na jeziorze Klistervatn[9]
  - Korkeasaari oraz druga wysepka bez nazwy na jeziorze Grensevatn[10]
- Finlandia /  Rosja
  - Äikkäänniemi na jeziorze Nuijamaanjärvi[11]
  - Suursaari i druga mniejsza wysepka bez nazwy na jeziorze Yla-Tirja[12]
  - Tarraassiinsaari, Härkäsaari oraz Kiteensaari na jeziorze Melaselänjärvi[13][14]
  - Rajasaari na jeziorze Kokkojärvi[15]
  - Kalmasaari na jeziorze Vuokkijärvi[16]
  - Varposaari na jeziorze Hietajärvi[17]
  - Parvajärvensaari na jeziorze Parvajärvi[18]
  - Keuhkosaari na jeziorze Pukarijärvi[19][20]
  - Siiheojansuusaari oraz Tossensaari na jeziorze Onkamojärvi[21][22]
- Finlandia /  Norwegia
  - wyspa na jeziorze Kivisarijärvi[23]
  - wyspa na jeziorze położonym na północny wschód od znacznika granicznego 347A[24]
- Szwecja /  Norwegia[25]
  - Hisön/Hisøya na jeziorze Norra Kornsjön/Nordre Kornsjø (≈0,09 km²)[26]
  - Kulleholmen/Kalholmen (≈5500 m²) oraz Tagholm/Tåkeholmen (≈600 m²) na jeziorze Södra Boksjön/Søndre Boksjø[27]
  - Salholmen, Mosvikøya oraz Trollön na jeziorze Store Le[28]
  - wyspa na jeziorze Tannsjøen/Tannsjön[29]
  - Linneholmene na jeziorze Helgesjö[30]
  - Jensøya na jeziorze Holmsjøen[31]
  - Storøya na jeziorze Utgardsjøen[32]
  - Fallsjøholmen na jeziorze Fallsjøen (Nordre Røgden)[33]
  - wyspa na jeziorze Kroksjøen[34]
  - wyspa na jeziorze Vonsjøen[35]
  - wyspa na jeziorze Skurdalssjøen/Kruehkiejaevrie[36]
  - wyspa na jeziorze bez nazwy położonym na wysokości 710 m n.p.m. na rzece Gihcijoka[37]
  - trzy wyspy na jeziorze Čoarvejávri[38]
- Litwa /  Białoruś
  - Sosnovec oraz druga wysepka bez nazwy na jeziorze Dryświaty[39][40][41]
- Wielka Brytania /  Irlandia
  - Pollatawny na jeziorze Lough Vearty[42]
- Etiopia /  Dżibuti
  - wyspa w pobliżu przylądka Aleilou na jeziorze Abie[43]
- ponadto granica pomiędzy  Austrią a  Węgrami przebiega przez jezioro Nezyderskie, którego poziom wody waha się, przez co granica może przecinać czasowo powstałe wyspy

## Na rzekach
- Francja /  Luksemburg /  Niemcy
  - wyspa na Mozeli w pobliżu Schengen: większa część należy do Francji, niewielka część stanowi kondominium pod zarządem Luksemburga i Niemiec[44]
- Rosja /  Chiny
  - Bolszoj Ussurijski (Heixiazi) w miejscu spotkania rzek Ussuri i Amur[45].
  - Abagaitu na rzece Argun[45].
- Wenezuela /  Gujana
  - Corocoro w delcie rzeki Barima[46]
- Kolumbia /  Brazylia
  - San Jose Island na rzece Rio Negro[47]
- Indie /  Bangladesz
  - w dolnym biegu Ganges, Teesta i Brahmaputra tworzą różnej wielkości piaszczyste wyspy, z których część jest zamieszkana; przebieg granicy między oboma państwami jest na tyle niesprecyzowany, że de facto owe wyspy niejednokrotnie przecina granica państwowa
- Grecja /  Turcja
  - wyspa oznaczona Q na rzece Marica[48]
- Finlandia /  Norwegia
  - wysepka na rzece Uutuanjoki[49]
- Norwegia /  Szwecja
  - wysepka na rzece Vadet w pobliżu Tunnsjø[50]
- Finlandia /  Szwecja
  - wysepka w zachodniej części zatoki (gminy Tornio w Finlandii i Haparanda w Szwecji)
- Urugwaj /  Argentyna
  - Isla Martín García na Río de la Plata[51]
- Irak /  Syria
  - wysepka na Eufracie
- Brazylia /  Wenezuela /  Gujana /  Surinam /  Gujana Francuska
  - wyspy powstałe w wyniku bifurkacji na obszarze między Orinoko a Rio Negro-Casiquiare-Amazonką

## Inne
- Isla de Anacoco na rzece Cuyuni znajduje się de facto na granicy pomiędzy  Wenezuelą a  Gujaną, jednak strona wenezuelska utrzymuje, iż obszar Guayana Esequiba jest jej częścią – wówczas wyspa Ankoko jest w całości obszarem wenezuelskim
- na wyspie Zhongshan Dao znajduje się specjalny region administracyjny Chińskiej Republiki Ludowej – Makau, który pod chińskim zwierzchnictwem znajduje się oficjalnie dopiero od 1999 roku (do 1974 roku kolonia portugalska, później oficjalnie jako terytorium chińskie pod administracją portugalską)
- Koreańska Strefa Zdemilitaryzowana obejmuje swoim zasięgiem również kilka wysepek
- Naval Station Guantanamo Bay jest amerykańską bazą wojskową na Kubie, jednak teren ten jest dzierżawiony (stanowi terytorialną własność Kuby)
- wyspa Faisans na rzece Bidasoa stanowi kondominium francusko-hiszpańskie

Ponadto istniały wyspy, które były przedzielone granicami państwowymi, jednak stały się częściami stałego lądu:
- Wyspę Odrodzenia na Jeziorze Aralskim dzieliły  Uzbekistan i  Kazachstan (granica powstała w 1991 roku po rozpadzie Związku Radzieckiego). Od 2001 roku, w wyniku systematycznego obniżania się poziomu wody, dawna wyspa stała się półwyspem.
- Archipelag Bogomerom na jeziorze Czad był podzielony pomiędzy  Czad i  Nigerię[52]. Poziom wody zmieniał się na przestrzeni lat, jednak obecnie dawny archipelag jest na trwałe częścią stałego lądu.